# Fernando Calle Hayen
Fernando Alberto Calle Hayen (Lima, 10 de febrero de 1954) es un abogado, jurista y político peruano. Fue magistrado del Tribunal Constitucional del Perú desde el año 2007 hasta el año 2014.

## Biografía
Nació en la ciudad de Lima, el 10 de febrero de 1954.
Realizó sus estudios primario en el Colegio Concordia Universal ubicado en La Perla, Callao. Luego se trasladó al departamento de Junín y siguió su primaria en el Colegio Claretiano de Huancayo y en el Colegio Salesiano Santa Rosa.
Calle regresó a Lima e ingresó a la Universidad Nacional Federico Villarreal como estudiante de la carrera de Derecho en el año 1978. Se graduó como abogado y realizó un doctorado en la Universidad Inca Garcilaso de la Vega y una maestría en Derecho constitucional en la UNFV en el año 2006.
Es docente universitario y cuenta con su propio estudio de abogados en la ciudad de Junín y en Lima.

## Trayectoria
Fue candidato a la Cámara de Diputados del Congreso de la República por una lista independiente en 1985 y en 1990 por la Unión Cívica Independiente. En el año 2001 postuló nuevamente al Congreso como miembro del Partido Aprista Peruano.

### Tribunal Constitucional
En el año 2007, Fernando Calle se presentó ante el Congreso de la República como candidato para magistrado del Tribunal Constitucional del Perú, siendo la cuota de la bancada del Partido Aprista Peruano. Finalmente, el pleno parlamentario eligió a Calle como nuevo magistrado junto con Gerardo Eto Cruz y Ernesto Álvarez Miranda.
Como magistrado, se le recuerda el haber apoyado la moción que exculpaba a los acusados del Caso ‘El Frontón’ y los procesos de excarcelación contra Alberto Quimper, miembro aprista encarcelado por el Caso ‘PetroAudios’, y al excongresista Moisés Wolfenson quien era procesado por el caso de los ‘diarios chicha’ durante el gobierno de Alberto Fujimori. También defendió la sentencia que anulaba el nombramiento de Nora Miraval y Zoraida Ávalos como fiscales, medida que fue cuestionada por el Consejo Nacional de la Magistratura.
Permaneció en el cargo hasta el año 2014.
En el año 2021, Calle reapareció nuevamente en el ámbito político y se presentó por segunda vez al Congreso de la República como candidato para magistrado del TC en la comisión especial presidida por el congresista Rolando Ruíz de Acción Popular. Calle obtuvo el más alto puntaje por parte de la comisión y se perfilaba como futuro magistrado del TC, sin embargo, su candidatura era cuestionada debido a varias denuncias en su contra pendientes en el Ministerio Público. Finalmente, Calle no alcanzó los votos necesarios para ser elegido  y junto con los demás candidatos quedaron excluidos tras el fallo del Poder Judicial que decidió suspender la elección.